# Life of the Party
Pour les articles homonymes, voir The Life of the Party.
Singles de Shawn Mendes
Oh Cecilia (Breaking My Heart)
(2014)
Life of the Party est le premier single du chanteur canadien Shawn Mendes. La chanson est extraite de son premier EP The Shawn Mendes EP (2014) et de son premier album studio Handwritten (2015).

## Écriture et enregistrement
Life of the Party est une chanson co-écrite par Ido Zmishlany et Scott Harris. Zmishlany assure également la production de la chanson. Le titre est proposé à plusieurs artistes mais aucun ne l'accepte. C'est un ami de Zmishlany qui fait passer la chanson à Ziggy Chareton, un A&R du label Island Records. Chareton fait passer la chanson à Rami Afuni, qui deviendra le manager de Shawn Mendes. Chareton et Afuni découvre Mendes sur Vine et YouTube, ils essaient le faire signer sur leur label. Lorsque la chanson est enregistrée, Mendes n'est toujours pas sous contrat avec Island. Avec Zmishlany, Mendes finit d'enregistrer l'EP The Shawn Mendes EP quelques semaines avant la signature avec le label. Lorsque le label signe Shawn Mendes, l'EP sort un mois après.

## Classements
| Classement (2014-15)            | Meilleure position |
| ------------------------------- | ------------------ |
| Belgique (Flandre Ultratip 100) | 48                 |
| Canada (Hot 100)                | 9                  |
| Écosse (OCC)                    | 89                 |
| États-Unis (Hot 100)            | 24                 |
| Irlande (IRMA)                  | 34                 |
| Nouvelle-Zélande (RMNZ)         | 6                  |
| Tchéquie (IFPI Rádio)           | 44                 |
| Royaume-Uni (UK Singles Chart)  | 99                 |
| Slovaquie (IFPI Rádio)          | 46                 |
| Suède (Sverigetopplistan)       | 37                 |

## Certifications
| Région                                                                                                 | Certification | Ventes/Streams |
| --- | ------------- | -------------- |
| Canada (Music Canada)                                                                                  | 2 × Platine   | 160 000^       |
| États-Unis (RIAA)                                                                                      | Platine       | 1 000 000^     |
| Norvège (IFPI Norway)                                                                                  | Or            | 5 000*         |
| Nouvelle-Zélande (RMNZ)                                                                                | Or            | 7 500*         |
| Suède (GLF)                                                                                            | Platine       | 40 000x        |
| *Ventes selon la certification ^Mise en rayon selon la certification xNon précisé par la certification |               |                |